# Матрона Анемнясевская
Матрона Анемнясевская (настоящее имя Матрона (Матрёша) Григорьевна Белякова; 6 (18) ноября 1864, Анемнясево, Касимовский уезд, Рязанская губерния — 29 июля 1936, Москва) — святая Русской православной церкви.
В 1999 году прославлена как местночтимая святая Рязанской епархии, а на юбилейном Архиерейском соборе в 2000 году прославлена для общецерковного почитания.

## Жизнеописание
Матрёша родилась 6 (18) ноября 1864 года в деревне Анемнясево Рязанской губернии. Семья её считалась самой бедной в деревне, отец был горьким пьяницей. После семи лет Матрёша внезапно заболела оспой. Родители не лечили девочку, и после болезни она ослепла.
Её обязанностью стало нянчить младших сестрёнок и братишек. Однажды, оставшись с младшей сестрёнкой, слепая Матрёша уронила девочку с крыльца. Матрёша очень испугалась, заплакала и бросилась за сестрой. В это время проходила мать девочек, которая, увидев, что случилось, стала бить слепую девочку. Мать била её очень сильно и долго, и, теряя сознание, девочка увидела Царицу Небесную. Она сообщила об этом своей матери, но та стала её бить ещё сильнее. Трижды за время избиения Матрёша увидела Царицу, которая сказала ей какие-то слова, но тайну этих слов Матрёна не открыла никому до конца своей жизни. После сильного избиения родной матерью слепая изувеченная девочка потеряла возможность ходить. Она стала совершенно беспомощной, могла только лежать и до самой смерти так и не вставала с кровати.
В родительском доме Матрёша пролежала 17 лет, находя утешение только в молитве. Как-то раз к ней обратился больной крестьянин с просьбой вылечить ему спину. Матрёша подержала свою руку у него на спине, и боли прекратились. С тех пор к ней стали ходить люди со своими нуждами и болезнями. Вскоре Матрёша вместе с сестрой Дарьей переселилась в небольшой домик, выстроенный специально для Матрёши добрыми людьми. Но её сестра относилась к блаженной только как к источнику дохода, требуя, чтобы она брала как можно больше приношений. Матрёша опять была вынуждена переселиться, теперь она переехала к своему племяннику, человеку очень религиозному и доброму. Духовником Матроны был Александр Орлов (канонизирован в 2000 году в лике святых как священноисповедник).

## Смерть

В 2013 году часовня в память Матроны Анемнясевской сооружена на территории храма Рождества Пресвятой Богородицы во Владыкине, 2014

Уже взрослая, Матрёша выглядела как ребёнок. Очевидно, с того времени, как она получила страшные увечья, а ей тогда было 10 лет, Матрёша не росла.
Летом 1935 года Бельковским районным отделением НКВД было заведено уголовное дело «попов Правдолюбовых и больного выродка Матрёны Беляковой» об антисоветской и антиколхозной агитации. Особое совещание при НКВД СССР 2 августа 1935 года постановило «Белякову Матрёну Григорьевну отправить на принудительное лечение».
Блаженная Матрона умерла от сердечной недостаточности 16 июля 1936 года в доме хронических больных в Москве. Была похоронена на Владыкинском кладбище.
В 1970-х годах, в связи со строительством магистрали около храма Рождества Пресвятой Богородицы во Владыкине несколько могил, расположенных неподалёку от стен церкви, пришлось перенести. Прах святой Матроны Анемнясевской был перенесён на Долгопрудненское кладбище, но долгое время точное место её захоронения было неизвестно.
В начале 2000-х годов к заведующему Долгопрудненского кладбища обратилась внучка священника Бориса Кондратьева, который в 1936 году отпевал умершую Матрону в храме Рождества Пресвятой Богородицы во Владыкине. По словам женщины, её дед в 1955 году тоже был похоронен на Владыкинском кладбище, а в 1970-х годах перезахоронен на том же участке (№ 129) старой территории Долгопрудненского кладбища, где покоится блаженная Матрона. Как утверждала женщина, могила Матроны находилась близко к могиле её деда. Эта информация помогла обнаружить точное место захоронения Матроны Анемнясевской.
В 1999 году Матрона Анемнясевская была прославлена как местночтимая святая Рязанской епархии, а на Юбилейном Архиерейском соборе в 2000 году — прославлена для общецерковного почитания.
В память святой блаженной Матроны Анемнясевской, нашедшей последнее пристанище в городе Долгопрудном, на старой территории Долгопрудненского кладбища решено построить часовню.